# ジョージ・スタニク
ジョージ・スタニク（George Anthony Stanich、1928年11月4日 - ）は、アメリカ合衆国の陸上競技選手。1948年ロンドンオリンピックの銅メダリストである。

## 経歴
スタニクは、1948年ロンドンオリンピックの走高跳に出場。18人が出場した決勝は、雨の中行われ、オーストラリアのジョン・ウィンターがただ一人1m98を成功。スタニクの1m98の3回目の跳躍は成功したかに見えたが、足がバーに触れていたということから失敗となり、4人が1m95にとどまった。当初、4人とも銀メダルと発表されたが後日結果が訂正され、スタニクは銅メダルとなった。
スタニクは、カリフォルニア大学ロサンゼルス校在学中は、陸上競技のほか、野球、バスケットボールの選手としても名を馳せ、1950年にはチームを初のNCAA男子バスケットボールトーナメントに導いた。1950年のNBAドラフトでロチェスター・ロイヤルズから2巡目に指名されたが入団せず、パシフィックコーストリーグ（マイナーリーグベースボール）のオークランド・オークスに入団した。

## 主な実績
| 年   | 大会         | 場所               | 種目   | 結果 | 記録 |
| ---- | ------------ | ------------------ | ------ | ---- | ---- |
| 1948 | オリンピック | ロンドン(イギリス) | 走高跳 | 3位  | 1m95 |